# 巴尔文斯
巴尔文斯，是西班牙加泰罗尼亚莱里达省的一个市镇。 总面积8平方公里，总人口808人（001年），人口密度101人/平方公里。